# Makó
Makó (ˈmɒkoː) es una ciudad (en rumano: Macǎu, en yidis: מאַקאָוו‎ Makov, en alemán: Makowa, en eslovaco: Makov) en el sureste del condado de Csongrád, en el sur de Hungría. Se encuentra en la ribera del río Maros, cerca de la frontera con Rumanía, y está conectada mediante la ruta europea 68 con Szeged (capital del condado de Csongrád) y con Braşov, ya en Rumanía.
El clima de la zona, que es de las más soleadas de Hungría, es cálido, con veranos secos y calurosos. Las precipitaciones se sitúan en torno a 585 mm. 
Makó fue en un tiempo la capital de Csanád, un antiguo condado (comitatus) del Reino de Hungría. También fue una de las ciudades húngaras con mayor población judía. La sinagoga ha sido reconstruida recientemente.

## Lugareños célebres
- Moritz Löw (1841–1900), astrónomo judío húngaro-alemán.[4]
- Joseph Pulitzer (1847–1911), periodista judío húngaro-estadounidense.
- Emil Makai (1871–1901), poeta judío húngaro.[5]
- József Galamb (1881–1955), ingeniero húngaro-estadounidense.
- André (Endre Antal Mihály) de (Sasvári Farkasfalvi Tóthfalusi) Toth (1912–2002), productor húngaro-estadounidense.
- Géza Vermes (1924), teólogo y orientalista judío.
- Palya Bea (1976), cantante.
- Krisztina Pigniczki (1975), jugadora de balonmano, medallista olímpica.
- Antal Páger (1899), actor.
- István Dégi (1935), actor.
- Kátai Tamás (1975), músico.

## Ciudades hermanadas
La ciudad de Makó está hermanada con las siguientes localidades:
- Ada, Serbia
- Atça, Turquía (desde mayo de 2008)[8]
- Jasło, Polonia (desde junio de 1998)[9]
- Kiryat Yam, Israel
- Löbau, Alemania
- Martinsicuro, Italia
- Miercurea Ciuc, Rumanía
- Radomsko, Polonia
- Xinyang, China
- Želiezovce, Eslovaquia